# Isaac Hamilton
Isaac Brandon Hamilton (Los Ángeles, California, 14 de mayo de 1994) es un baloncestista estadounidense que pertenece a la plantilla del Club Atlético Peñarol de la  Liga Nacional de Básquet argentina. Con 1,93 metros de estatura, juega en la posición de base o escolta. Es hermano de los también jugadores profesionales Jordan y Daniel Hamilton.

## Trayectoria deportiva

### Universidad
Tras haber disputado el prestigioso McDonald's All-American Game en 2013, jugó tres temporadas con los Bruins de la Universidad de California, Los Ángeles, en las que promedió 13,7 puntos, 3.7 rebotes y 3,1 asistencias por partido. En 2016 fue incluido en el segundo mejor quinteto de la Pac-12 Conference.

#### Estadísticas
| Año     | Equipo | PJ  | PT  | MPP  | %TC  | %3P  | %TL  | RPP | APP | ROB | TPP | PPP  |
| ------- | ------ | --- | --- | ---- | ---- | ---- | ---- | --- | --- | --- | --- | ---- |
| 2014–15 | UCLA   | 36  | 36  | 33.9 | .409 | .388 | .688 | 3.4 | 3.2 | .9  | .2  | 10.6 |
| 2015–16 | UCLA   | 32  | 32  | 35.3 | .472 | .377 | .805 | 4.2 | 3.3 | 1.0 | .1  | 16.8 |
| 2016–17 | UCLA   | 36  | 36  | 30.0 | .453 | .366 | .825 | 3.6 | 2.8 | .7  | .2  | 14.1 |
| Total   | Total  | 104 | 104 | 33.0 | .448 | .376 | .773 | 3.7 | 3.1 | .9  | .1  | 13.7 |

### Profesional
Tras no ser elegido en el Draft de la NBA de 2017, disputó las Ligas de Verano de la NBA con los Indiana Pacers, promediando 5,3 puntos y 1,0 rebotes en tres partidos. Disputó parte de la pretemporada con los Cleveland Cavaliers, y finalmente acabó firmando con su filial en la G League, los Canton Charge. En su primera temporada en el equipo promedió 7,4 puntos y 2,5 rebotes por partido.
[actualizar]
En noviembre de 2023 se unió a Biguá de la Liga Uruguaya de Básquetbol.
[actualizar]